# Saint-Christophe-en-Champagne
Saint-Christophe-en-Champagne is een gemeente in het Franse departement Sarthe (regio Pays de la Loire) en telt 190 inwoners (1999). De plaats maakt deel uit van het arrondissement La Flèche.

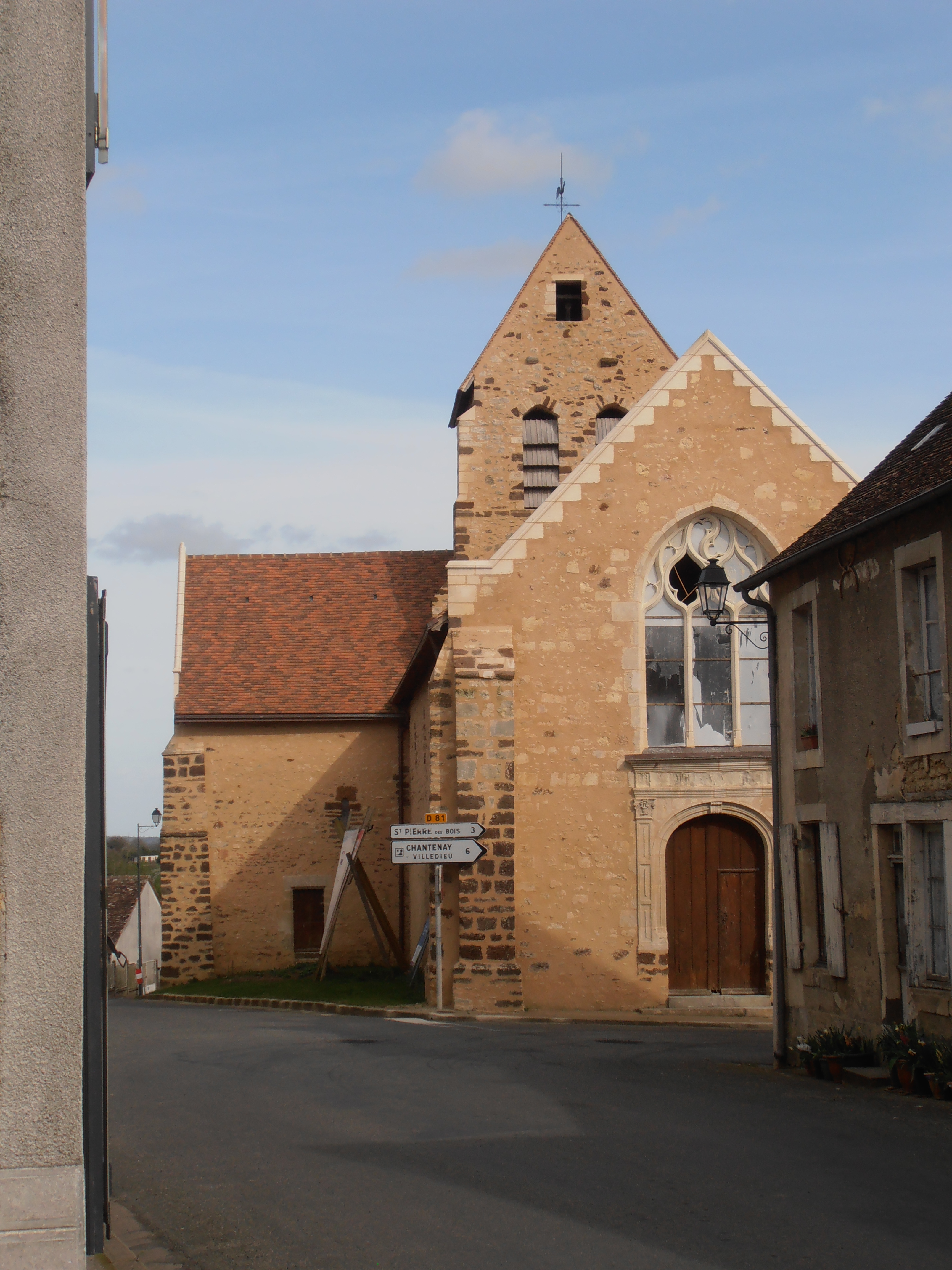
Kerk van Saint-Christophe-en-Champagne

## Geografie
De oppervlakte van Saint-Christophe-en-Champagne bedraagt 7,8 km², de bevolkingsdichtheid is 24,4 inwoners per km².
De onderstaande kaart toont de ligging van Saint-Christophe-en-Champagne met de belangrijkste infrastructuur en aangrenzende gemeenten.

## Demografie
Onderstaande figuur toont het verloop van het inwonertal (bron: INSEE-tellingen).

1. ↑  Populations de référence 2022.